# Aituaria
Aituaria es un género de arañas araneomorfas de la familia Nesticidae. Se encuentra en Rusia y Georgia.

## Lista de especies
Según The World Spider Catalog 12.0:
- Aituaria nataliae Esyunin & Efimik, 1998 — Rusia
- Aituaria pontica (Spassky, 1932) — Rusia, Georgia